# Resident Evil 2 (2019)
Resident Evil 2 (jap. バイオハザード RE:2, trans. Baiohazādo Āru Ī Tsū, Biohazard RE:2; häufig Resident Evil 2 Remake genannt) ist ein 2019 erschienenes Computerspiel von Capcom. Es handelt sich um ein komplettes Remake des gleichnamigen Spiels von 1998. Das am 25. Januar 2019 für Microsoft Windows, Xbox One und PlayStation 4 veröffentlichte Spiel ist ein Survival-Horror-Spiel im Action-Adventure-Genre mit Third-Person-Shooter-Elementen.

## Spielprinzip
Das Remake wird im Gegensatz zum Original in der Verfolgerperspektive gespielt. Der Spieler hat zu Beginn die Wahl zwischen zwei Charakteren: Leon S. Kennedy oder Claire Redfield. Je nach gewähltem Charakter verlaufen einige Teile des Spiels etwas anders. Zudem kann das Spiel nach erstmaligem Durchspielen in einem sogenannten „B-Szenario“ gestartet werden, welches nochmal weitere Unterschiede im Spielverlauf aufweist.
Der Spieler muss im Verlauf des Spiels diverse Rätsel lösen. Dabei werden verschiedene Schlüssel und Gegenstände gesammelt und zum Teil kombiniert oder an der richtigen Stelle eingesetzt, um Fortschritt zu erzielen. Man wird dabei ständig von unterschiedlichen Zombies verfolgt und bedroht, während nur begrenzte Ressourcen wie Munition und Heilmittel zur Verfügung stehen. Im höheren Schwierigkeitsgrad wird zudem wie im Original-Spiel das Speichern begrenzt. Es können dann Farbbänder in der Spielwelt gefunden werden, welche man einmalig zum Speichern an einer Schreibmaschine einsetzen kann. Gegenstände können aus dem begrenzten Inventar in eine Truhe ausgelagert werden, auf deren Inhalt übergreifend von verschiedenen Speicherräumen zugegriffen werden kann.
Wenn man die beiden verschiedenen Szenarios durchgespielt hat, schaltet man außerdem den zusätzlichen Modus The 4th Survivor frei, in welchem man mit dem Charakter Hunk aus der Kanalisation durch das Polizeirevier entkommen muss. Schafft man diese Herausforderung, so kann man zudem noch die Bonusmission The Tofu Survivor bestreiten. Der Verlauf ist darin der gleiche wie bei The 4th Survivor, mit dem Unterschied, dass der Spielcharakter ein mannshoher Tofu-Brocken ist, dem ausschließlich Messer und eine geringe Anzahl Heilpflanzen zur Verfügung stehen.

## Handlung

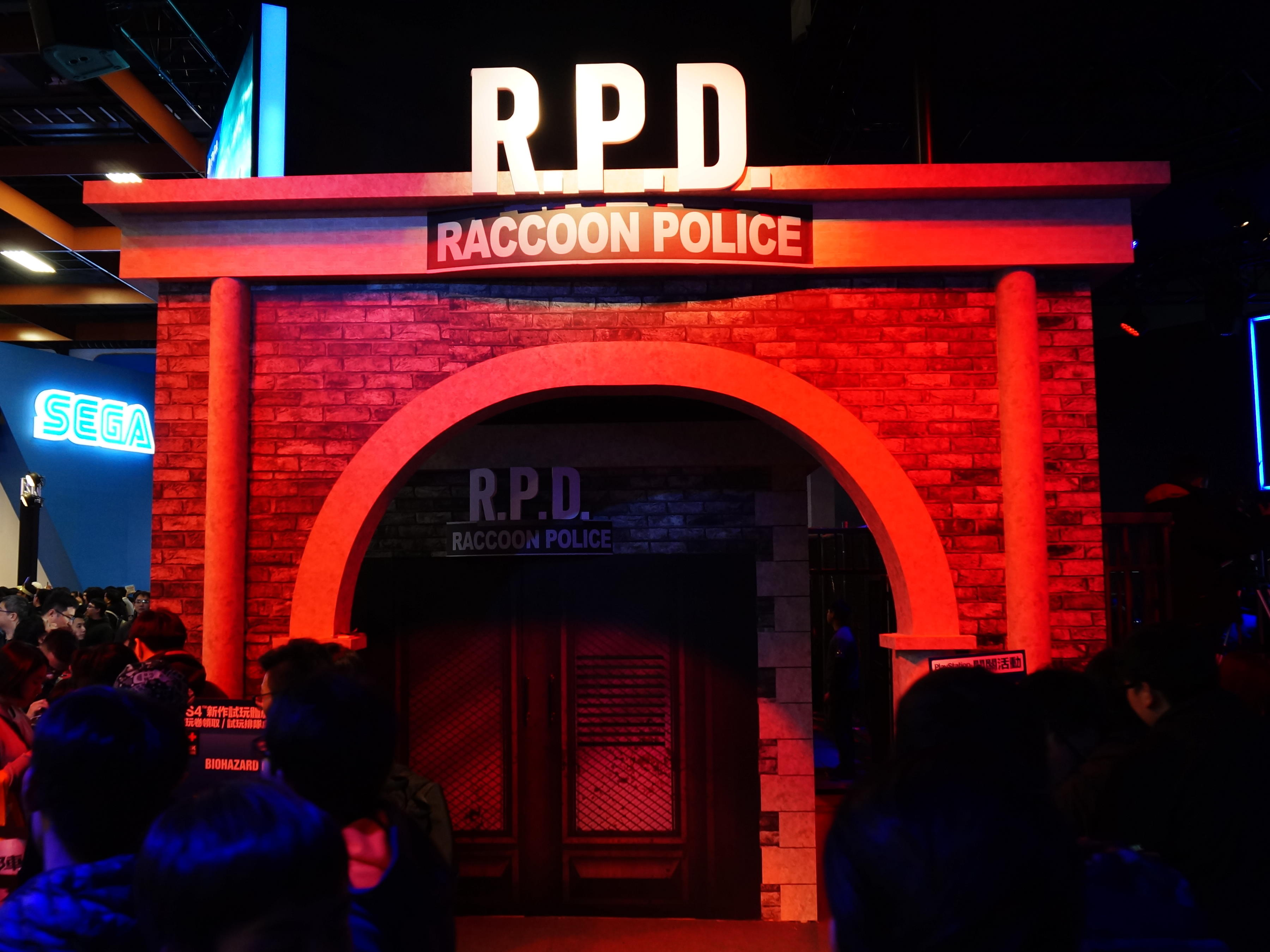
Eingang des Polizeireviers auf der Taipei Game Show 2019

Der Vorspann zeigt, wie nachts ein Trucker mit einem Tanklaster fährt und dabei einen Hamburger isst. Nachdem er mit seinem Fahrzeug eine Gestalt anfährt, hält er sein Gefährt an und steigt aus, um nachzusehen, was er mit seinem Fahrzeug erfasst hat. Bei der auf der Straße liegenden Gestalt handelt es sich um eine Frauenleiche, die sich als Zombie entpuppt und den LKW-Fahrer anfällt, nachdem dieser sie zu untersuchen versucht.
Das eigentliche Spiel beginnt anschließend mit dem Prolog. Die beiden Spielercharaktere sind jeweils auf dem Weg in die fiktive Stadt Raccoon City. Leon S. Kennedy, um seine Stelle als Polizist im örtlichen Polizeirevier anzutreten, und Claire Redfield, um nach ihrem vermissten Bruder Chris zu suchen, welcher in der Spezialeinheit S.T.A.R.S. tätig war. Der gespielte Charakter hält vor der Stadt an einer Tankstelle, die der Spieler untersuchen muss. Es stellt sich heraus, dass sich Zombies darin aufhalten und beim Verlassen der Tankstelle trifft die Spielfigur auf den jeweils anderen Spielcharakter. Gemeinsam flüchten die beiden anschließend vor den Zombies an der Tankstelle und setzen ihren Weg zusammen im Auto nach Raccoon City fort.
In der Stadt angekommen, fahren sie zum Polizeirevier, wo der Tanklaster aus dem Intro mit hoher Geschwindigkeit angefahren kommt und einen Unfall verursacht. Die beiden Hauptcharaktere werden durch brennende Fahrzeuge und Zombiehorden getrennt. Nun muss der gespielte Charakter – von Zombies umgeben – in das Polizeirevier navigiert werden, dessen Tor man von innen verriegelt.
Im Polizeirevier, welches in einem früheren Museumsgebäude eingerichtet wurde, muss der Spieler nun nach einem Gespräch mit dem Polizisten Marvin Branagh einen geheimen Weg in eine unterirdische Einrichtung finden. Im Untergrund finden die beiden Charaktere einen mutierten Wissenschaftler vor, welcher als erster Zwischenboss fungiert. Während Claire Redfield auf das junge Mädchen Sherry Birkin trifft, welches in der Tiefgarage vom Polizeichef Irons entführt wird, trifft man in Leons Szenario auf die Agentin Ada Wong. Sie rettet Leon das Leben und überzeugt ihn, ihr dabei zu helfen, eine Virusprobe aus einem geheimen Untergrundlabor der Umbrella-Corporation zu besorgen.
Beide Charaktere treffen im Polizeirevier auf den sogenannten Tyrant, einen übermächtigen Mutanten, welcher dem Spieler durch das komplette Gebäude folgt und im Kampf nicht besiegt werden kann.
In Claires Szenario spielt man kurzzeitig als Sherry Birkin, welche vom Polizeichef in einem Waisenhaus festgehalten wird. Claire macht sich auf den Weg in das Waisenhaus, wo sie zusammen mit Sherry mit ansieht, wie Irons vom weiter mutierten Wissenschaftler getötet wird. Claire flieht mit Sherry in den Untergrund, wo sie vom Tyrant attackiert werden, welcher ebenfalls vom Mutanten erledigt wird. Dabei stürzt der Aufzug, in dem sich Claire und Sherry befinden, ab und Claire wird nach Bewusstlosigkeit von der Wissenschaftlerin Annette Birkin, welche sich als Sherrys Mutter herausstellt, geweckt. Annette offenbart Claire, dass es sich bei dem mutierten Wissenschaftler um ihren Mann William handelt.
Im Leon-Szenario brechen Ada Wong und der Spieler gemeinsam in die Kanalisation auf, um in die Untergrundbasis von Umbrella zu gelangen. In der Kanalisation angekommen werden sie von Annette Birkin angegriffen und Leon verliert nach einer Schussverletzung sein Bewusstsein. Anschließend spielt der Spieler in diesem Szenario kurzzeitig Ada Wong, welche auf den Tyrant trifft und von Annette Birkin gefangen wird.
In beiden Szenarien schlagen sich die Hauptcharaktere nun durch die Kanalisation. Man trifft währenddessen erneut auf den weiter mutierenden William Birkin, welchen man mit einem Zwischenkampf mit einem Kran in die Tiefe stoßen muss. Danach kann man als Claire Redfield die von Annette in einer Müllpresse eingeschlossene Sherry befreien, welche erste Anzeichen einer Infektion zeigt. Als Leon befreit man stattdessen Ada. In jedem Fall macht man sich anschließend auf, um mit einem Schrägaufzug nach unten in das Geheimlabor von Umbrella zu fahren.
In der Untergrundeinrichtung von Umbrella muss der Spieler nun als Leon eine Probe und als Claire das Gegengift für den G-Virus finden. Nachdem man dies geschafft hat, wird man allerdings durch den nun vollends mutierten William Birkin attackiert. Nach diesem Bosskampf stellt sich Annette in Claires Szenario gegen William, damit Claire mit dem Antivirus zu Sherry eilen kann. Leon wird hingegen von Annette gewarnt, dass Ada ein falsches Spiel treibt und das Virus an den Höchstbietenden verkaufen will.
Ada wird von Annette angeschossen und fällt zusammen mit der Virusprobe in die Tiefe.
Der Selbstzerstörungsprozess der Geheimbasis beginnt und der Spieler muss innerhalb eines Zeitlimits die Einrichtung verlassen. Am Ende dieser Passage trifft man als Leon auf den Tyrant, welchen man in einem finalen Bosskampf besiegen muss, was schließlich durch die Hilfe der erneut auftauchenden Ada Wong mit einem Raketenwerfer gelingt. Als Claire bestreitet man stattdessen den Endkampf mit einer Minigun gegen die Mutation von William Birkin, welcher in diesem Szenario erneut auftaucht, sobald man mit der geretteten Sherry und einem Zug in die Tiefe fährt.
Nach dem Endkampf treffen sich die beiden Hauptcharaktere wieder in dem Evakuierungszug, welcher Claire, Leon und Sherry aus dem Umbrella-Labor bringt. Im Zug wird man im B-Szenario noch ein letztes Mal von dem, was einst William Birkin war, angegriffen. Durch Abkoppeln des hinteren Wagons, welcher gerade von dem Mutanten verschlungen wird, kann man sich allerdings retten. Das Monster bleibt im explodierenden Labor zurück und die drei Charaktere entkommen an die Oberfläche, womit das Spiel endet.

## Entwicklungsgeschichte

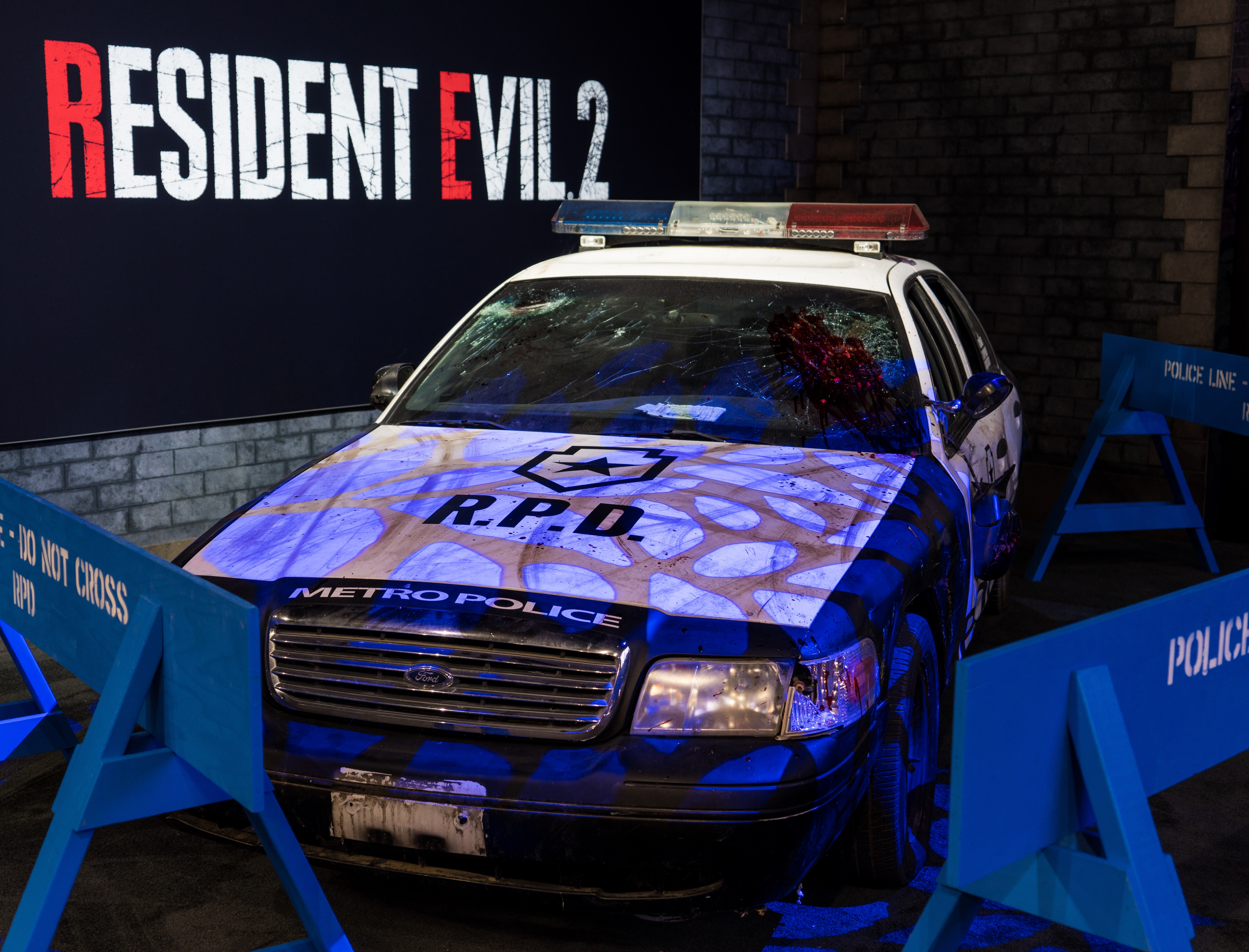
Polizeifahrzeug auf der Electronic Entertainment Expo 2018

Das Original Resident Evil 2 wurde 1998 für die PlayStation veröffentlicht.
Im August 2015 wurde das Remake als vollständige Neuentwicklung von Capcom Japan angekündigt. Zugleich wurde ein Fan-Remake mit dem Titel Resident Evil 2: Reborn eingestellt. Die Einstellung des Fan-Projekts, das ebenfalls eine Third-Person-Perspektive bieten sollte, sei auf Bitten von Capcom geschehen. Im Rahmen der Electronic Entertainment Expo 2018 wurde das Remake schließlich auf Sonys Pressekonferenz mit einem Trailer enthüllt. Als Releasedatum wurde der 25. Januar 2019 angegeben.
Vor Erscheinen des Spiels wurde am 11. Januar 2019 eine Demo veröffentlicht. In der sogenannten One-Shot-Demo kann der Spieler mit einer Begrenzung von 30 Minuten einen Teil des Polizeireviers erkunden. Ein weiteres Spielen nach Ablauf der 30 Minuten wird blockiert.
Am 25. Januar erschien das Spiel schließlich für Microsoft Windows, Xbox One und PlayStation 4. Als Grafik-Engine wurde die bereits für Resident Evil 7: Biohazard verwendete RE Engine eingesetzt.
Die Gesichter einiger Spielcharaktere wurden auf Basis von Scans realer Personen erstellt. So basiert Leon S. Kennedy auf dem Model Eduard Badaluta, Claire Redfield auf Model Jordan McEwen und Marvin Branagh auf dem Musikproduzenten Patrick Levar.
Laut Zeit Online haben etwa 800 Entwickler über drei Jahre lang an dem Spiel gearbeitet.

### Synchronisation
Obwohl man die beiden englischsprachigen Synchronsprecher der Hauptcharaktere des Original-Spiels ursprünglich für das Remake kontaktierte, wurden Leon S. Kennedy und Claire Redfield in der englischen Fassung mit neuen Sprechern besetzt. Die für die Lokalisierung beauftragte Firma soll dabei bewusst auf Mitglieder der US-amerikanischen Gewerkschaft SAG-AFTRA, beziehungsweise deren kanadisches Pendant ACTRA, verzichtet haben.
| Rolle           | Deutscher Sprecher | Originalsprecher    |
| --------------- | ------------------ | ------------------- |
| Leon S. Kennedy | Matthias Keller    | Nick Apostolides    |
| Claire Redfield | Leyla Trebbien     | Stephanie Panisello |
| Ada Wong        | Sabina Godec       | Jolene Andersen     |
| Sherry Birkin   | Ruth Hamm          | Eliza Pryor         |
| Marvin Branagh  | Gilles Karolyi     | Christopher Watson  |
| Brian Irons     | Gordon Piedesack   | Sid Carton          |
| Annette Birkin  | Gisa Bergmann      | Karen Strassman     |
| William Birkin  | José Rodriguez     | TJ Rotolo           |

## Erweiterungen
Zusätzlich zum Spiel wurden mehrere Zusatzinhalte, wie verschiedene Kostüme für die beiden Hauptcharaktere und neue Waffen, zum Verkauf angeboten.
Kurz nach Veröffentlichung des Hauptspiels erschien im Februar 2019 der kostenlose DLC The Ghost Survivors, welcher drei zusätzliche Missionen bietet:
- In der Mission No Time to Mourn muss man sich als Waffenladenbesitzer Robert Kendo einen Weg durch giftverseuchte Zombies zu einem Hubschrauber bahnen.
- In Runaway spielt man Katherine Warren, die Tochter des Bürgermeisters, und muss sich gegen besonderes starke Zombies zur Wehr setzen, während man die Flucht aus Raccoon City antritt.
- In der Mission Forgotten Soldier muss der für tot gehaltene Soldat Ghost ein unterirdisches Labor verlassen, während ihm gepanzerte Zombies im Weg stehen.

## Rezeption
Resident Evil 2 von 2019 erhielt außerordentlich gute Kritiken. Von vielen Spielemagazinen wurde es als gelungenes Remake und Vorzeigebeispiel gefeiert. Es sei nicht nur ein einfaches HD-Remaster mit lediglich grafischen Verbesserungen, sondern eine Rundum-Neuinterpretation, die grundsätzlich modernisiert und mit einer zeitgemäßen Third-Person-Perspektive ausgestattet wurde.
Im Test des deutschen Spielemagazins GameStar wird der Titel rundum gelobt und als einer der besten Teile der Resident-Evil-Reihe bezeichnet. Kritisiert werden lediglich die gut inszenierten, aber spielerisch eher seichten Bosskämpfe. Auch die Technik sei bis auf kleinere Schwächen bei Kantenglättung und Oberflächenspiegelung außerordentlich gut gelungen.

„Capcom belebt nach 21 Jahren Resident Evil 2 wieder und landet damit einen Volltreffer im Horror-Genre.“

Der Autor des PC-Games-Testberichts bezeichnet das Resident-Evil-2-Remake als „perfekte Balance zwischen Oldschool-Gameplay und den heutigen Ansprüchen“. Ihm zufolge transportiere das Spiel die Stärken und den Charme des Originals und schrecke dabei auch nicht vor nötigen Modernisierungen zurück.

„So müssen Remakes aussehen! Würdige Neuauflage des Klassikers.“

Die Online-Ausgabe der Zeit merkt den vor allem für ein Remake großen Aufwand bei der Produktion des Spiels an und stellt im Vergleich zum Vorbild viele Modernisierungen, wie zum Beispiel die Schulterperspektive, fest. Trotz der Änderungen schaffe es Capcom allerdings das Original zu bewahren. Der Standard spricht von Fanservice auf höchstem Niveau. Resident Evil 2 sei mit seinem „zeitlos soliden Gameplay“ auch für Einsteiger eine Freude. Allerdings zeige es bei der Handlung sein Alter, was dem Autor zufolge allerdings am gestiegenen Anspruch an das Medium Computerspiele liegt. So hätten moderne Titel des Genres, wie The Last of Us und Alien: Isolation in Sachen Dialoge und Charaktere deutlich mehr zu bieten. Spiegel Online lobt, dass in Resident Evil 2 im Gegensatz zu Red Dead Redemption 2 und Assassin’s Creed Odyssey alles im Kleinen laufe, während viele Spiele immer größer würden. Statt endlos vieler Wege gebe es meist nur einen.

„Vor 21 Jahren erschien der Horrorspiel-Klassiker "Resident Evil 2". Ein Remake soll nun Nostalgiker und auch Neueinsteiger ansprechen. Das funktioniert – weil das Spiel langsames, bedachtes Vorgehen belohnt.“

IGN zählte die Neuauflage 2022 zu den zehn besten Computerspiel-Remakes aller Zeiten.

## Auszeichnungen und Verkaufserfolg
Bei den Game Critics Awards 2018 wurde das Spiel bereits vor Erscheinen als bestes Spiel der Electronic Entertainment Expo in der Kategorie Best of Show ausgezeichnet.
Bereits ein Monat nach Release sollen laut Capcom vier Millionen Exemplare des Spiels an den Handel ausgeliefert worden sein.
Bis März 2019 soll sich das Spiel laut Steam Spy auf der Vertriebsplattform Steam mehr als eine Million Mal verkauft haben, was PC Games zufolge mehr als bei Resident Evil 7 sei.
Bis September 2019 hatte sich das Spiel bereits 4,7 Millionen Mal verkauft.